# 103-й важкий танковий батальйон СС
103-й важкий танковий батальйон СС (нім. Schwere SS-Panzer-Abteilung 103) — елітне німецьке військове формування, танковий батальйон у складі III (германського) танкового корпусу СС, що брав участь у бойових діях на Східному фронті під час Другої світової війни.

## Історія
103-й важкий танковий батальйон СС було сформовано у листопаді 1943 року і надано III (германському) танковому корпусу СС. У складі батальйону було 45 важких танків «Тигр» і 900 чоловік. Він включав в себе три роти (по 14 танків), а також командне відділення.
Брав участь в боях на Балканах. В січні 1944 батальйон був перекинутий в Голландію. У серпні 1944 року батальйон увійшов до складу танкової бригади СС «Ґросс». Після отримання важків танків «Королівський тигр» у вересні 1944 перейменований в 503-й важкий танковий батальйон СС.
В січні 1945 року перекинутий до складу групи армій «Вісла» на радянсько-німецький фронт. Зазнав важких втрат в боях в районі Данцига. У травні залишки батальйону капітулювали в Західній Пруссії.

## Райони бойових дій
- Югославія (листопад 1943 — січень 1944)
- Голландія (січень — вересень 1944)
- Німеччина (вересень 1944 — січень 1945)
- Східний фронт (січень — травень 1945)

## Командири
- Штурмбаннфюрер СС Отто Печ (листопад 1943 — 4 лютого 1944)
- Оберштурмбаннфюрер СС Карл Лайнер (4 лютого 1944 — 18 січня 1945)
- Штурмбаннфюрер СС Фрідріх Герціґ (18 січня — 8 травня 1945)